# Administration du pipe-line du Nord
L’Administration du pipe-line du Nord est un organisme gouvernemental canadien chargé de superviser et de réglementer la planification ainsi que la construction de la portion canadienne du projet de gazoduc de la route de l’Alaska.